# Colt Government Model .380
Le Colt Government Model .380 est un pistolet semi-automatique de poche dérivé du Colt M1911. 
Il a été produit par Colt de 1983 à 1997,. Il a donné naissance à un modèle encore plus compact : le Colt Mustang.

## Technique
- Type : Pistolet de poche.
- Mode de tir : platine à simple action (SA)
- Calibre : 9 mm.
- Munition : .380 ACP
- Poids à vide :0,6 kg.
- Longueur du pistolet : 15,2 cm.
- Longueur du canon : 7,62 cm.
- Système d'alimentation : chargeur 7 coups